# Umbar
Umbar je země a stejnojmenný přístav nacházející se ve fantasy světě J. R. R. Tolkiena. Opevněný Umbar byl založen Númenorejci v Umbarské zátoce někdy po roce 1800 druhého věku. Stal se opěrným bodem a centrem moci Númenorejců ve Středozemi. Po pádu Númenoru se stal centrem Černých Númenorejců. Později byl Umbar součástí Gondoru, ale v souvislosti s občanskou válkou v království byl Umbar Černými Númenorejci dobyt zpět a fungoval jako útočiště pro stoupence poraženého uzurpátora, ti vešli ve známost jako Umbarští korzáři. S Umbarem sousedící Přístav Korzárů a Umbarští korzáři stál ve Válce o Prsten na Sauronově straně. Po vítězství Svobodných národů uznali Umbarští moc krále Elessara a Umbarští s korzáry uzavřeli mír s Obnoveným královstvím.

## Geografie
Umbar je ze západu omýván Belfalaskou zátokou. Z jihu a východu je obklopen zeměmi Haradu. Na severu Umbar hraničí s Harondorem, který byl na konci třetího věku sporným územím. Dál na severu se rozkládal Gondor a na severovýchodě Mordor. Samotné město Umbar založili Númenorejci v zátoce stejného jména, která přístavu poskytovala dokonalou ochranu a umožnila tak Umbaru stát se nejmocnějším přístavem ve Středozemi.

## Historie Umbaru

### Přístav Númenorejců
Umbar byl lidmi z Númenoru založen někdy po roce 1800 druhého věku, kdy Númenorejci zakládali přístavy a obchodní centra na západním pobřeží Středozemě. Název pro město Númenorejci pravděpodobně přejali od původních obyvatel. Slovo Umbar však v quenijštině znamená osud. V roce 2280 se Umbar stal mocnou pevností a přístavem Númenoru. Jeho moc nadále rostla a Númenorejci z něj učinili centrum oblasti. Moci Umbaru se tehdy obával samotný Sauron, který se neodvažoval opouštět opevněný Mordor a soustředil svou pozornost raději na východ. Umbar se tehdy stal nejmocnějším lidským městem ve Středozemi. Srdce většiny Númenorejců se však v té době obrátila proti elfům a Valar, kteří jim odepřeli vstup do Zemí neumírajících. Umbar se stal centrem tzv. Královských, kteří podporovali krále v jejich postoji vůči Valar. Menšina, kteří se nazývali Věrní a kteří nadále ctili Valar, přebývali v přístavu Pelargir, který se nacházel v ústí řeky Anduiny. Za vlády krále Tar-Palantíra pobýval v Umbaru jeho synovec Pharazôn. Ten velel armádám Númenoru ve Středozemi a podrobil si tehdy mnohé národy. Když se po smrti svého strýce vrátil na Númenor, kde si vzal svou sestřenici a zmocnil se trůnu, vycítil Sauron svou šanci a přešel do protiútoku. Sauronova vojska vytlačovala Dúnadany z jejich území a Sauron tehdy prohlásil, že Númenorejce zatlačí do moře a zmocní se Númenoru. Když se to dozvěděl král Ar-Pharazôn, vyzbrojil obrovské loďstvo a v jeho čele zamířil do Umbaru. Po vylodění pochodoval sedm dní do nitra Středozemě, načež vyslal hlasatele, který vyzval Temného pána, aby se mu dobrovolně podrobil. Sauron, který viděl nesmírnou moc svého nepřítele, sám bez boje vyšel ze své země, králi se pokořil a nechal se v zajetí odvést na Númenor. Tam však postupně zkazil srdce většiny Dúnadanů včetně krále. Umbar, který stál na králově straně tak upadnul k uctívání Melkora a tmy. V roce 3319 byl král Ar-Pharazôn naveden Sauronem k útoku na Valar. Ilúvatar tehdy změnil tvar Ardy a voda pohltila celý Númenor a jeho obrovskou armádu. Přežili pouze Věrní vedení Amandilovým synem Elendilem.

### Kolonie Černých Númenorejců
Sauronův duch po pádu Númenoru zamířil zpátky do Mordoru, odkud vládl zemím na východě a jihu. Umbarští dobrovolníci stál na straně Temného pána a ve válce posledního spojenectví pravděpodobně přišly do Mordoru posily z Umbaru a Haradu v čele s Herumorem a Fuinurem. Ti (pokud se připojili) pravděpodobně zahynuli během války, ve které se armádám Posledního spojenectví podařilo Saurona porazit a odebrat mu jeho prsten. Duch Temného pána tehdy uprchl na východ a v Umbaru se moci chopili Černí Númenorejci, kteří soupeřili s Elendilovými syny a Gondorem.

### Pevnost Gondoru

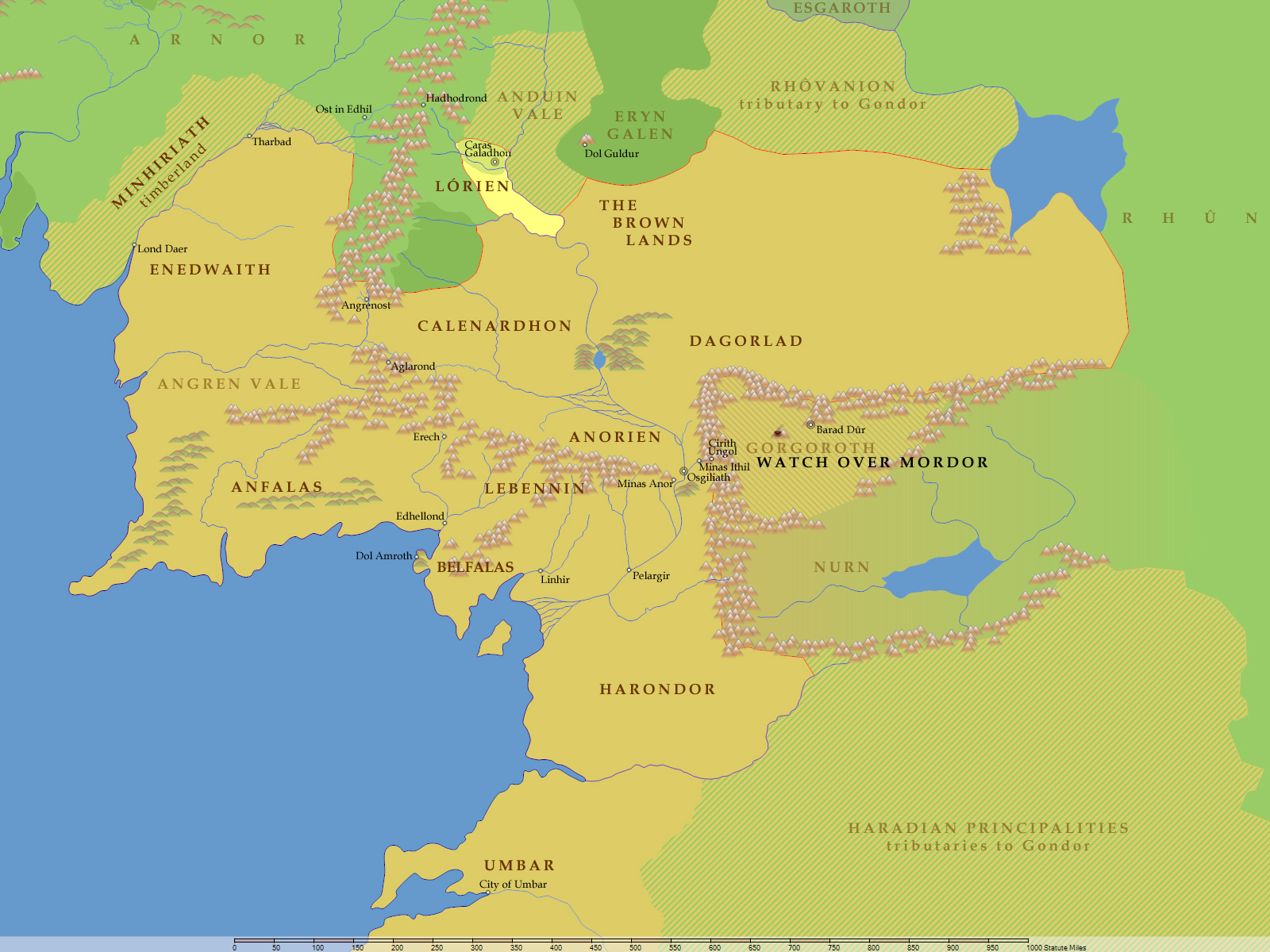
Gondor za doby svého největšího rozmachu

V roce 933 T. v. se útokem z moře i souše podařilo gondorskému králi Eärnilovi zmocnit města Umbar. Černí Númenorejci se stáhli do Haradu a ostatních kolonií Černých Númenorejců, odkud však nadále podnikali proti gondorským protiútoky a organizovali odpor. V roce 1015 byl v bitvě s Haradskými zabit gondorský král Ciryandil, ale samotný Umbar se podařilo udržet v moci Gondoru. V roce 1050 byla fronta na jihu postupně limitována na pohraniční konflikty Ciryandilovým synem Hyármendacilem, který Jižany porazil za řekou Harnen. V Umbaru byl tehdy postaven památník připomínající Sauronovo pokoření před Ar-Pharazônem. V roce 1432 vypukla v Gondoru občanská válka mezi králem Eldacarem a Castamirem Uchvatitelem. V bitvě u brodu Erui v roce 1447 byl Castamir zabit a jeho vojsko bylo poraženo. Castamirovi synové však s většinou gondorského námořnictva a zbývajícími stoupenci Castamira uprchli do Umbaru a vyhlásili tam na Gondoru nezávislost.

### Město Korzárů

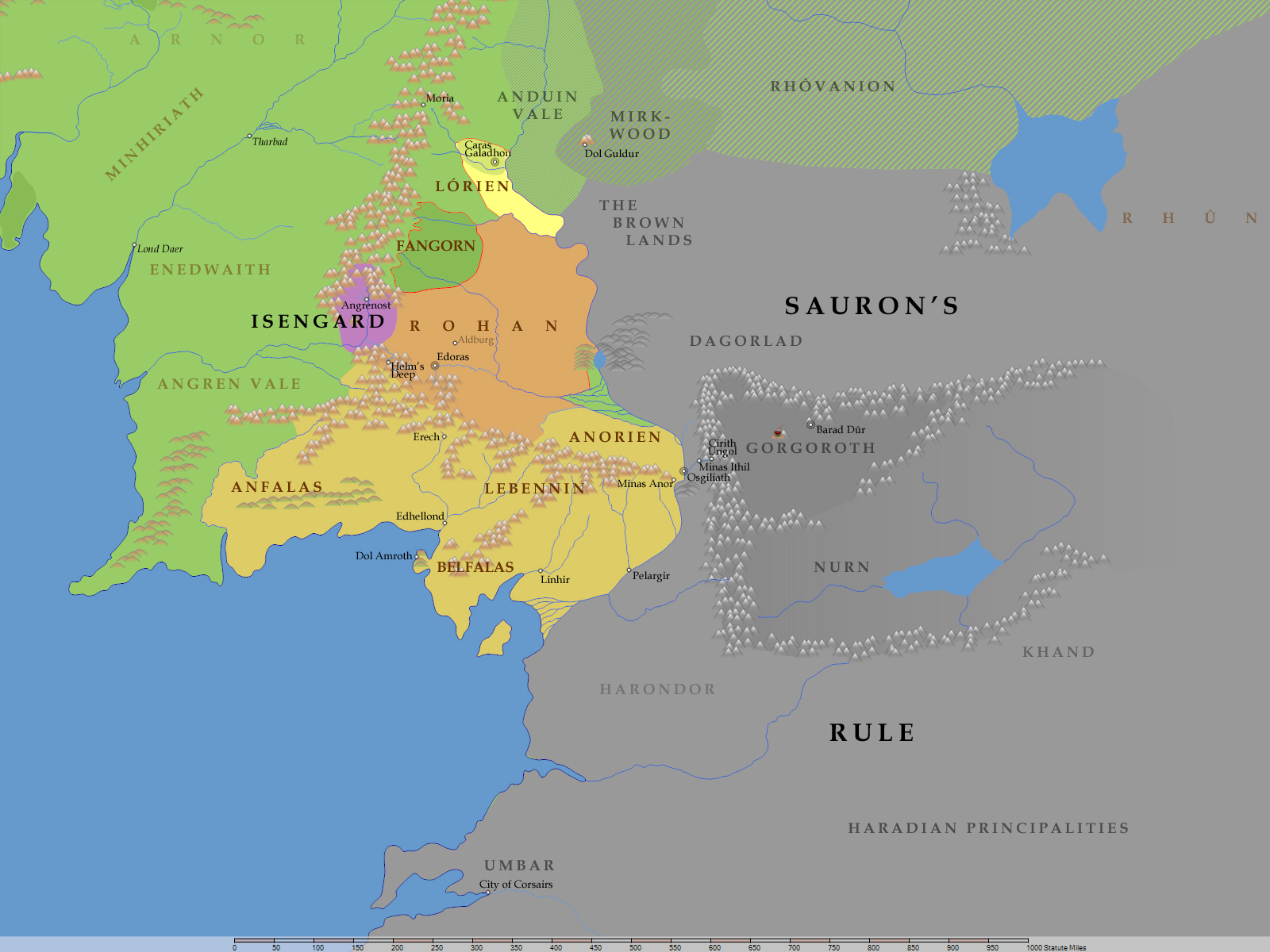
Středozemě během Války o Prsten

Castamirovi synové se tak spojili s Černými Númenorejci a ti se opět ujali vlády nad Umbarem. Pomocí silného loďstva neustále ohrožovali pobřeží Gondoru, kde je lid označoval jako Umbarské korzáry. V roce 1634 vyplenili korzáři Pelargir, přičemž byl zabit gondorský král Minardil. Roku 1810 sebral všechny gondorské síly král Telumehtar, načež se za cenu velkých ztrát podařilo gondorským znovu obsadit Umbar. V boji tenkrát pravděpodobně padli poslední Castamirovi potomci. Gondorští však tentokrát Umbar příliš pevně neopevnili a tak se město o dest až dvacet let později dostalo zpět do rukou Jižanů a Černých Númenorejců. Umbarští korzáři začali znovu napadat pobřeží Gondoru. Jejich největší útok přišel v roce 2758, kdy se tři obrovské flotily vylodily na několika místech na pobřeží současně s útokem Vrchovců ze západu. Správci Beregondovi se je nakonec podařilo dalšího roku vyhnat. Po znovupovstání Saurona v roce 2951 se Umbarští korzáři přidali k Sauronovým spojencům. Roku 2980 se malé výpravě vedené tajemným Thorongilem podařilo v noci nepozorovaně připlout do Umbaru, načež se Gondorským podařilo zapálit většinu umbarské flotily a Thorongilovi dokonce usmrtit Kapitána přístavu. I přes tyto velké ztráty vyslal Umbar velké loďstvo, které mělo podpořit Sauronův útok proti Minas Tirith. Do bitvy na pelennorských polích se však Umbarští nedostali, protože byli poraženi armádou mrtvých z Šeré brázdy vedených Aragornem. Opuštěné lodě poté využil Aragorn k přivedení posil z jižních lén, které přispěly k vítězství v bitvě před Minas Tirith. Po konečném pádu Saurona a vytvoření Obnoveného království, uznal Umbar vládu krále Elessara.